# Браунсберзький повіт

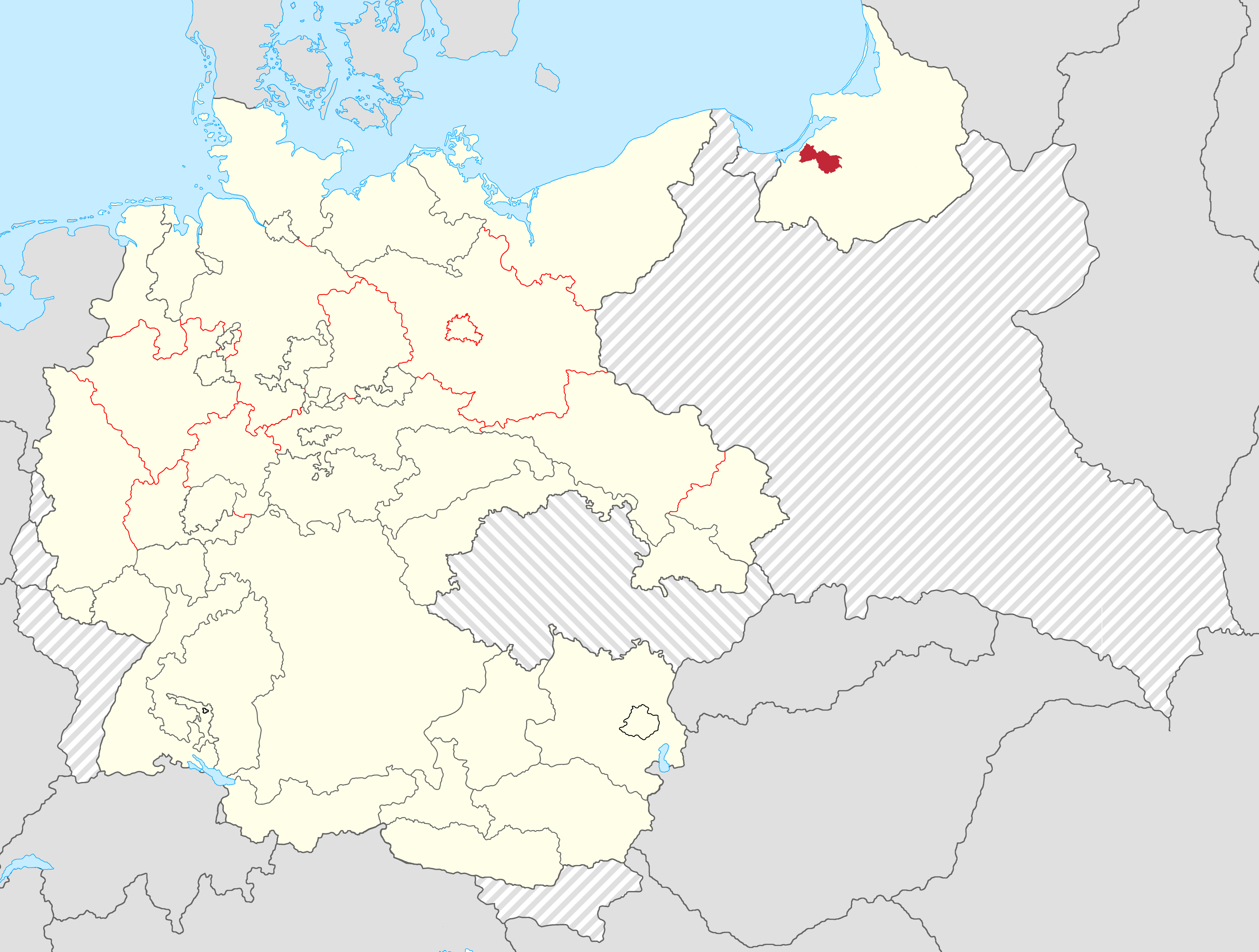
Повіт на карті Німеччини (1945)

Браунсбе́рзький повіт, або повіт Бра́унсберг (нім. Kreis Braunsberg, Landkreis Braunsberg) — у 1818—1945 повіт у Східній Пруссії, у складі Прусського королівства (до 1871), Німецької імперії (до 1918), Веймарської республіки (до 1933) та Третього Райху. Адміністративний центр — місто Браунсберг (сучасне Бранево, Польща). Площа — 946,86 км². Населення в 1871 році — 52456 осіб (1871; з них — 46393 католиків, 5549 — протестантів, 494 — юдеїв, 20 — інші); в 1939 році — 62317 осіб. Поділявся на 96 громад, серед яких міста Фрауенбург, Мельзак, Орнета та інші. Після Другої Світової війни став частиною Польської Республіки, яка створила на його основі Браневський повіт.

## Галерея

Герб Браунсберга
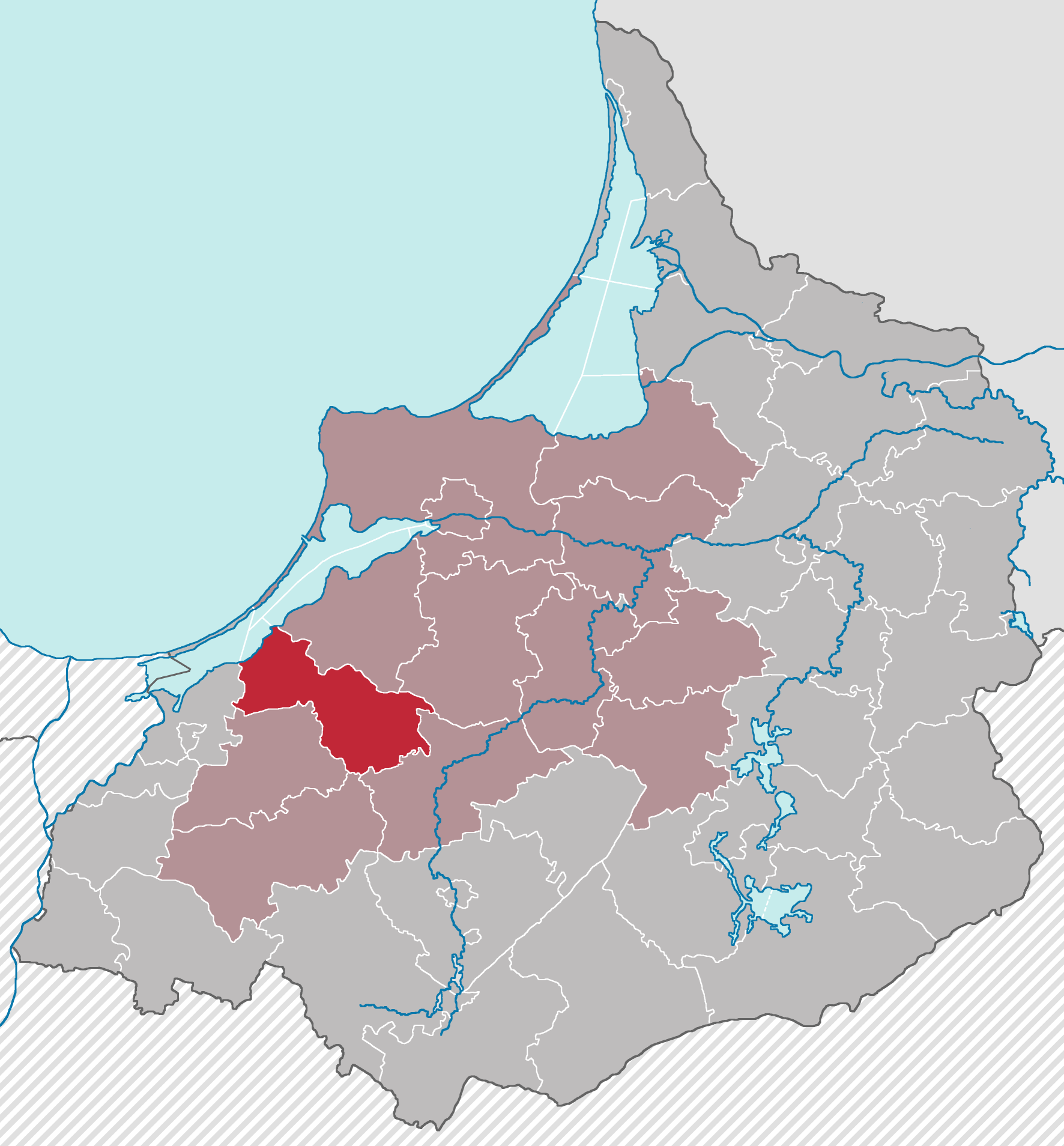
Повіт на карті Східної Пруссії (1939)

## Вибори

### Рейхстаг

#### 1933
Результати виборів до Рейхстагу від 1933.5.3 по Браунсберзькому повіту: 
| Проголосувало осіб                                | 029.209 | (86,3%) |
| Націонал-Соціалістична Робітнича партія Німеччини | 08.515  |         |
| Соціал-Демократична партія Німеччини              | 02.785  |         |
| Комуністична партія Німеччини                     | 0967    |         |
| Партія Центру                                     | 015.277 |         |
| Німецька національна народна партія               | 01.420  |         |